# Louis Vigée
Louis Vigée (París, 1727-1768) fou un pintor al pastel parisenc. Fou membre de l'Acadèmia de Belles Arts de Sant Lucas de Roma.

## Biografia
No es tenen notícies dels seus estudis, recordant-se el seu nom només per haver estat el pare de la cèlebre artista Élisabeth Vigée-Lebrun, i del dramaturg Étienne Vigée, que pels seus mèrits com a pintor, ja que malgrat que fou un hàbil retratista al pastel, els seus afers de gènere són insignificants. Era persona molt instruïda i molt ben relacionada en la societat burgesa de l'època.
Morí a conseqüència d'un accident.

## Obres
Algunes de les seves obres figuraren en l'exposició de 1751. Mereixen citar-se:
- Escenes de gènere, gravades per Basan
- Sartine, retrats
- Cirurgià petit, gravat per Jean Joseph Bálecou i Pierre-Alexandre Wille
- La Popilinière, gravat per Jean Joseph Bálecou i Pierre-Alexandre Wille
- Belidor, gravat per Jean Joseph Bálecou i Pierre-Alexandre Wille
- Retrat d'una actriu, (Museu de Ruan)
- Família Salé, retrats al pastell (Museu de Ruan)
- Pifferari, (Museu d'Orleans)
- Retrat de dona jove, etc.